# BETAFPV
BETAFPV（ベータ・エフピーブイ）は、2017年2月に設立、中国広東省深圳にある会社で、民生用ドローン（マルチコプター）およびその関連機器の製造会社である。
主にゴーグルを装着してドローンを操縦するFPV分野のドローン製品や、関連パーツなどを開発・販売している。

## 製品類

### ドローン
- X-Knight35
- XH115
- Beta95X
- Beta95X V2
- Beta95X V3
- Beta85X
- Beta85X V2
- Beta85 Pro
- Beta75 Pro
- Beta75X
- Beta65
- Meteor65
- Pavo30
- Cetus Pro
- Cetus FPV Kit
- TWIG XL